# Puszczyki (przystanek kolejowy)
Puszczyki – zlikwidowany przystanek kolei wąskotorowej w Stołążku, w województwie zachodniopomorskim, w Polsce. Został zlikwidowany po 1945 roku.